# Brzozowica (przystanek kolejowy)
Brzozowica – przystanek kolejowy, w Brzozowicy Dużej, w województwie lubelskim, w Polsce. Znajdują się tu 2 perony.

## Ruch pasażerski

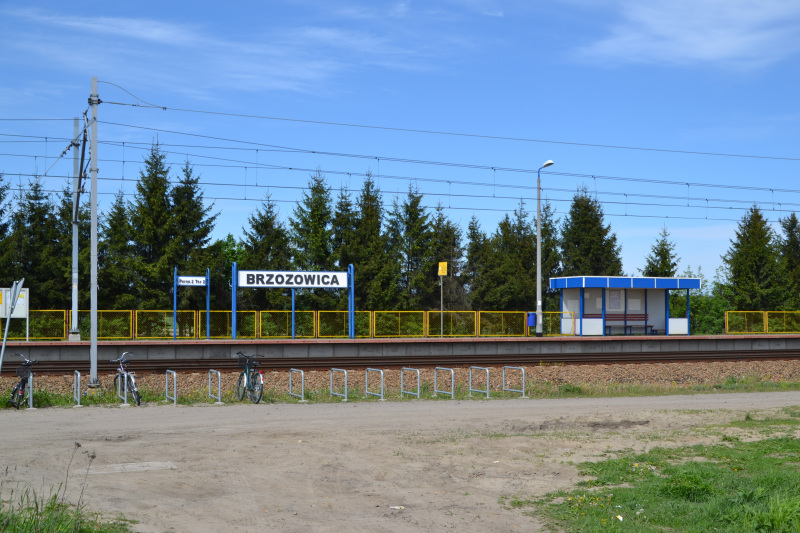
Nowy przystanek PKP w Brzozowicy

| Rok  | Wymiana pasażerska na dobę |
| ---- | -------------------------- |
| 2017 | 100-149                    |
| 2022 | 50-99                      |

## Połączenia
- Dęblin
- Łuków
- Terespol